# Cylindromus uniporus
Cylindromus uniporus är en mångfotingart som beskrevs av Loomis 1977. Cylindromus uniporus ingår i släktet Cylindromus och familjen Chelodesmidae. Inga underarter finns listade i Catalogue of Life.